# Низьма (Вологодская область)
Низьма — деревня в Вологодском районе Вологодской области.
Входит в состав Марковского сельского поселения, с точки зрения административно-территориального деления — в Марковский сельсовет.
Расстояние по автодороге до районного центра Вологды — 39 км, до центра муниципального образования Васильевского — 17 км. Ближайший населённый пункт — Лобково.
По переписи 2002 года население — 7 человек.
В реестр населённых пунктов Вологодской области в 1999 году внесена как посёлок Низма. 22 мая 2001 года название исправлено на Низьма. 6 июня 2001 года посёлок Низьма преобразован в деревню.